# Kōji Kōno
Pour les articles homonymes, voir Kono.
コウノ コウジ (Kōno Kōji)
Œuvres principales
- Inspecteur Kurokôchi
- Gewalt

Kōji Kōno (コウノ コウジ, Kōno Kōji), né en 1974 à Izumo, dans la préfecture japonaise de Shimane, est un mangaka et illustrateur. Il est actif depuis 2001.

## Biographie
En 1974, Kōji Kōno naît à Izumo. 
En 2000, sous le nom 高野 貢司, il remporte le « prix d'Excellence du nouveau mangaka catégorie jeunes » aux 42e prix Tetsuya Chiba (ja) de Weekly Young Magazine pour son œuvre Kansoku shijō saikō kion wo kirokushita aru natsu no fūkei (観測史上最高気温を記録したある夏の風景). La même année, aux 43e prix Tetsuya Chiba, il remporte le même prix, sous le nom こうのこうじ, pour Chūgakusei nikki (中学生日記). En 2001, cette dernière œuvre paraît dans le 15e numéro du Monthly Young Magazine et il débute ainsi sa carrière de mangaka.
En 2002, son manga centré sur le bowling Karakokakoon (カラコカコ〜ン) débute dans le 28e numéro du Bessatsu Young Magazine, devenant ainsi son premier manga prépublié. En avril 2003, il commence à utiliser le pseudonyme コウノコウジ, avec son manga 100-M jun'ai punk bakusō-den (100M 純愛パンク爆走伝) paru dans le 2e numéro du Young Magazine Special Edition Sposo. En août de la même année, il débute la rédaction du manga sur le baseball Out Law (ja) (アウト・ロー), basé sur le scénario de Kazumasa Kiuchi (ja) (木内 一雅) et prépublié à partir du 38e numéro du Weekly Young Magazine. Ce manga le fait connaître au grand public.
Kōji Kōno débute l'écriture de Niku no uta (ja) (肉の唄) en 2009, un manga portant sur le catch et qui sera prépublié à partir du numéro 6-7 de Weekly Young Magazine. Après avoir terminé la première partie de Niku no uta, il décide de poursuivre une deuxième partie, prépubliée à partir du 10 août de la même année dans le Bessatsu Young Magazine. La série est renouvelée en 2010 et continue la prépublication, même après le changement de nom du Bessatsu Young Magazine en Monthly Young Magazine. 
Après avoir été lancé en tant que one-shot dans Monthly Young King (ja) en janvier 2010, le mangaka sérialise Loser (ルーザー) à partir de mars 2011 dans le même magazine. Le même mois, il débute sa série Danjiri (だんじり), sur le joueur de baseball Kazuhiro Kiyohara (en) tentant d'atteindre Kōshien (en), qui débutera dans le numéro 8 de Business Jump. Plus tard, en août, la prépublication de son manga sur école de délinquants Gewalt débute dans le numéro 18 de Young King (en). 
À partir de février 2012, il est l'illustrateur du manga policier Inspecteur Kurokôchi, scénarisé par Richard Woo et prépublié dans Weekly Manga Goraku,,. Son manga Loser obtient une adaptation au grand écran sortie en DVD en 2013 et précédemment annoncée en 2012,. En octobre 2013, Inspecteur Kurokôchi est aussi adapté en série télévisée. En 2018, il débute un nouveau manga policier intitulé LOST DRIVE. Après la complétion de LOST DRIVE en 2019, il commence l'écriture de Keibuho Daimajin (ja) (警部補ダイマジン), une autre série policière, aussi scénarisée par Woo et prépubliée dans Weekly Manga Goraku. En juillet 2023, ce dernier manga est adapté en série télévisée,.
En octobre 2021, onze mangakas, dont Kōji Kōno, Hiroshi Ichikawa (ja) (市川 ヒロシ) et Sanko Takada (高田 サンコ) écrivent ensemble un manga de cuisine en plein air.

## Principales œuvres
- Karakokakoon (カラコカコ〜ン?), prépublié de 2002 à 2003, compilé en 2 volumes.
- Out Law (ja) (アウト・ロー, Auto Rō?), scénario de Kazumasa Kiuchi, prépublié de 2003 à 2007, compilé en 14 volumes.
- Niku no uta (ja) (肉の唄?), prépublié de 2009 à 2010, compilé en 3 volumes[2],[3].
- Danjiri (だんじり?), scénario de Susumu Kudō (工藤 晋), supervisé par Kazuhiro Kiyohara, prépublié en 2011, compilé en 2 volumes[5],[17].
- Loser (ルーザー, Rūzā?), publié en one-shot en 2010 et prépublié en manga en 2011, compilé en un volume[4].
- Gewalt (ゲバルト, Gebaruto?), prépublié de 2011 à 2013, compilé en 3 volumes[6].
- Inspecteur Kurokôchi (クロコーチ, Kurokōchi?), scénario de Richard Woo, prépublié de 2012 à 2018, compilé en 23 volumes.
- (en cours) Devil Devil (DEVIL デビル, Deviru Debiru?), co-réalisé avec Masayoshi Hisada (ja) (久田 将義), prépublié depuis 2013 de manière irrégulière, compilé en 1 volume[11].
- LOST DRIVE (LOST DRIVE, Rosuto Doraibu?), prépublié de 2018 à 2019, compilé en un volume[18],[19].
- (en cours) Keibuho Daimajin (ja) (警部補ダイマジン?), scénario de Richard Woo, prépublié depuis 2019, compilés en 16 volumes en date de mai 2023.